# آتش‌سوزی بزرگ چوکوگاکو ۱۶۹۸
آتش‌سوزی بزرگ چوکوگاکو ۱۶۹۸ (به ژاپنی: 勅額火事 ちょくがくかじ) آتش‌سوزی بزرگ دوره ادو است که در ۹ اکتبر ۱۶۹۸ میلادی رخ داد. از طرفی آتشی که به سمت نیهونباشی سرایت کرد پل ریوگوکو را سوخت و به هونجو رسید. پس از سوختن بیش از نیم روز، سرانجام حوالی ساعت ۲۲:۰۰ با بارش شدید باران، آتش خاموش شد. بیش از ۳۰۰۰ نفر در این آتش‌سوزی جان باختند. اقامتگاه‌ها و معابد دایمیو نیز ویران شدند.